# ای. ان‌. آر. رابینسون
آرتور ناپلئون ریموند رابینسون (انگلیسی: Arthur Napoleon Raymond Robinson؛ زاده ۱۶ دسامبر ۱۹۲۶ – درگذشته ۹ آوریل ۲۰۱۴) یک سیاست‌مدار اهل ترینیداد و توباگو بود. وی از ۱۹۹۷ تا ۲۰۰۳ رئیس‌جمهور، و پیش از آن از ۱۹۸۶ تا ۱۹۹۱ نخست‌وزیر این کشور بود.
رابینسون در ۹ آوریل ۲۰۱۴، در سن ۸۷ سالگی در پرت آو اسپاین درگذشت.